# TY Голубя
TY Голубя (лат. TY Columbae) — двойная звезда в созвездии Голубя на расстоянии приблизительно 242 световых лет (около 74,1 парсек) от Солнца. Видимая звёздная величина звезды — от +9,64m до +9,57m. Возраст звезды определён как около 119 млн лет.
Открыта Джузеппе Кутиспото и др. в 1991 году*.

## Характеристики
Первый компонент — жёлтый карлик, эруптивная переменная звезда типа RS Гончих Псов (RS) спектрального класса G6Ve, или G6, или G7-8V. Масса — около 0,986 солнечной, радиус — около 0,95 солнечного, светимость — около 0,724 солнечной. Эффективная температура — около 5757 K.